# Јово Јакшић
Јово Јакшић (1893 — 1971), политичар социјалдемократ и члан Централног комитета КПЈ.

## Биографија
Рођен је у Фочи 12. новембра 1893. године. Почетком друге деценије двадесетог века приступио је социјалистичком покрету Босне и Херцеговине. Био је члан Главног одбора Социјалдемократске странке и управе Главног радничког савеза.
Године 1919. године, на Конгресу уједињења изабран је за једног од секретара Социјалистичке радничке партије Југославије (комуниста). После Другог конгреса Комунистичке партије Југославије, 1920. године, опредијелио се за реформистичку струју, поставши чланом Социјалистичке партије Југославије.
У периоду од 1921. до 1941. године, био је секретар Обласног одбора Социјалистичке партије Југославије за Босну и Херцеговину и члан њеног Извршног одбора, те секретар Радничке коморе за Босну и Херцеговину. Написао је више чланака и неколико брошура.
Умро је 17. септембра 1971. године у Београду.